# Cognac (drank)

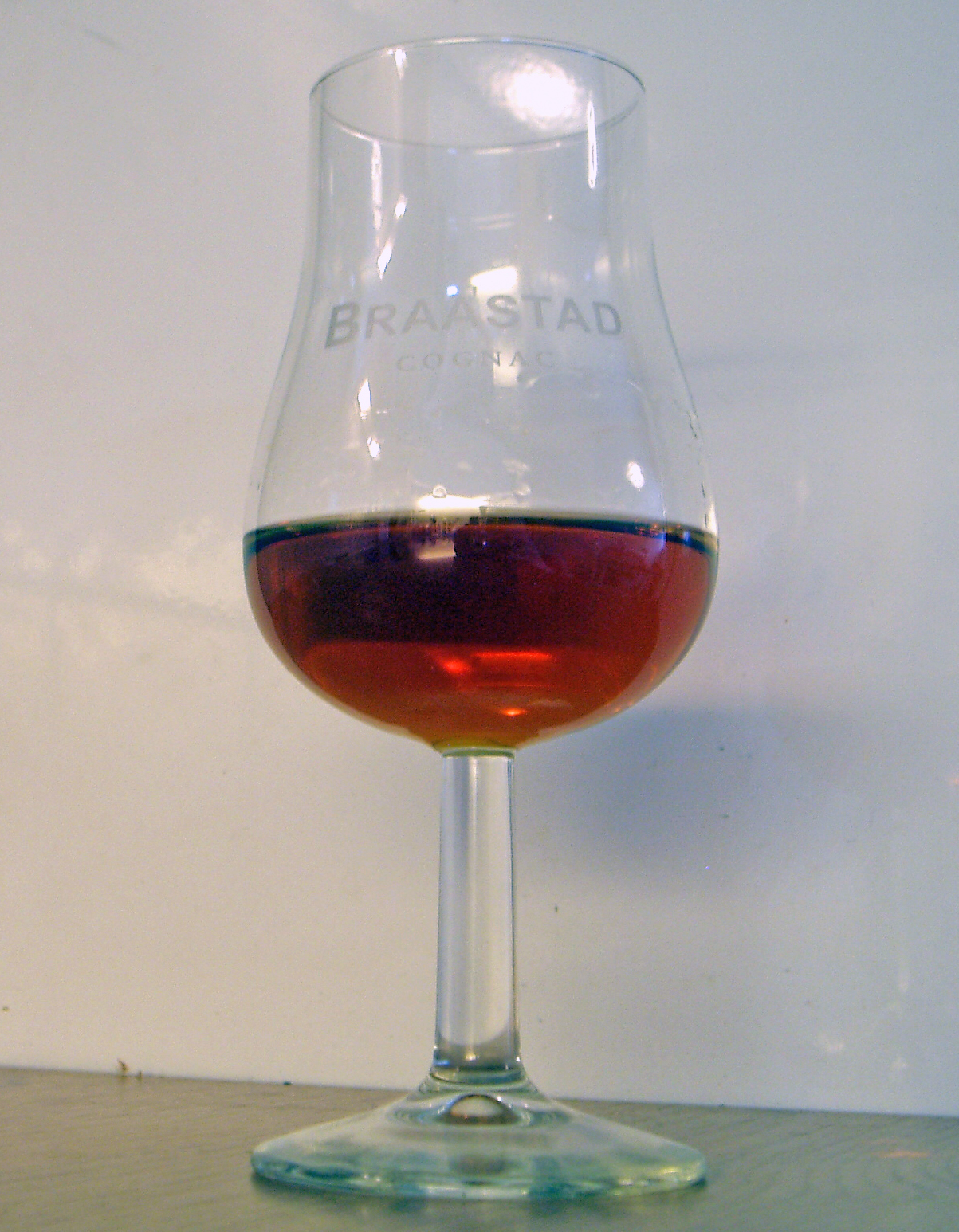
Glas cognac

Cognac is een sterk alcoholische drank (40% of hoger) verkregen door het distilleren van witte wijn.

## Definitie
Om cognac genoemd te mogen worden dient de drank aan een aantal voorwaarden te voldoen:
- Er moeten bepaalde druivenrassen gebruikt worden.
- Er moet dubbel gedistilleerd worden in een alambic charentais.
- De drank moet minstens twee jaar in houten vaten gerijpt zijn, gerekend vanaf 1 april van jaar 0.
- Het alcoholpercentage moet ten minste 40% bedragen.
- De drank moet uit de streek van Cognac komen.

De drank is afkomstig uit de streek rond de gelijknamige Franse stad. Deze streek beslaat de departementen Charente en Charente-Maritime (regio Nouvelle-Aquitaine).

## Productie

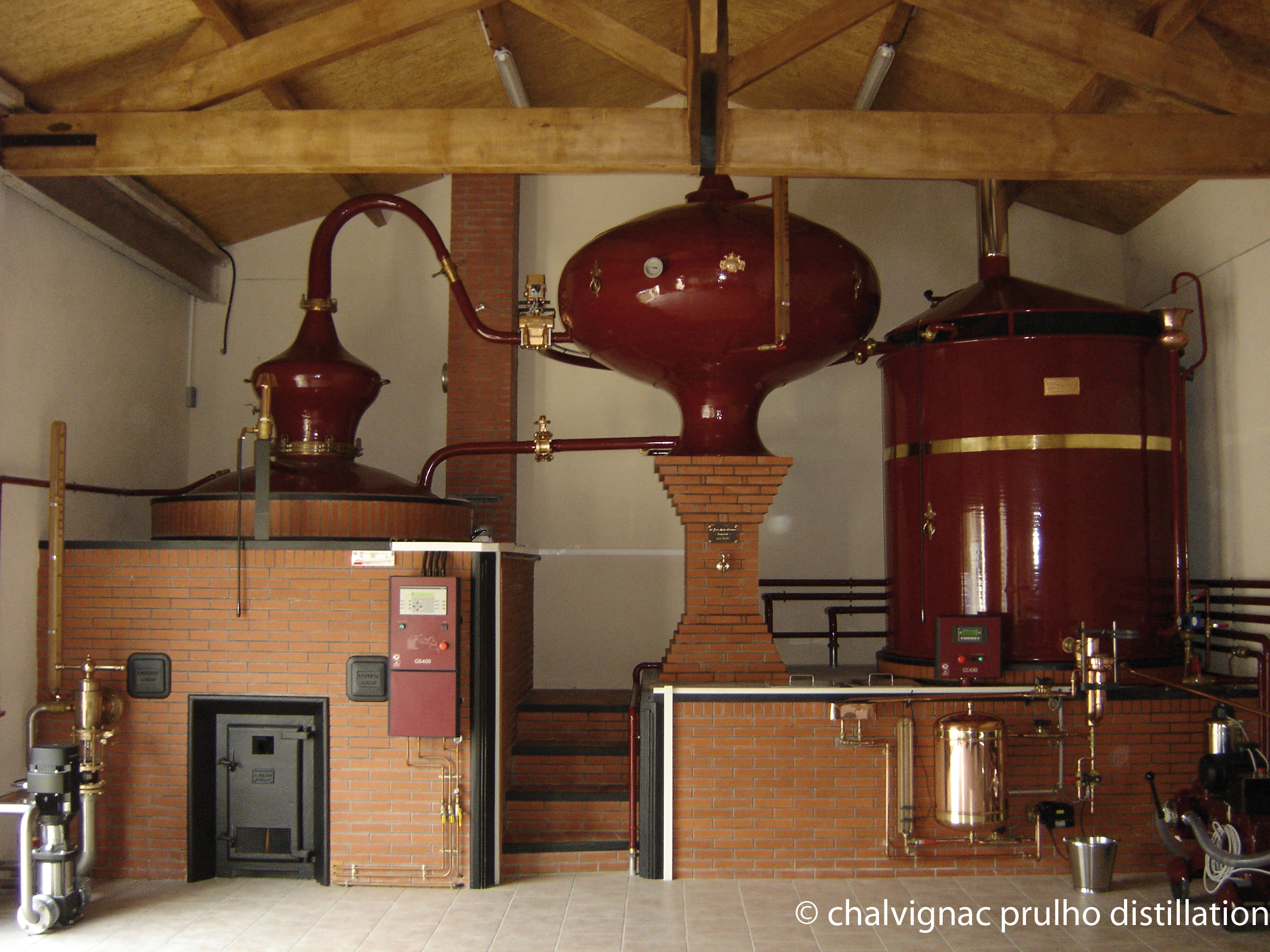
Een alambiek

Zes druivenrassen mogen gebruikt worden voor de productie van cognac. Deze zijn: Ugni Blanc, Colombard; Folle Blanche; Montils; Follignan en Sémillon. Het merendeel van de gebruikte druiven (98%) is de Ugni Blanc.
De druiven worden meteen na de oogst geperst en in 5 tot 7 dagen tijd gefermenteerd tot een zure, troebele wijn met een alcoholpercentage van 8 tot 10%. Het natuurlijk gistingsproces wordt soms geholpen door het toevoegen van gedroogde gist. Tijdens het gisten zakken de zwaarste deeltjes van de wijn naar de bodem. Dit bezinksel wordt soms later nog gebruikt bij de distillatie.
De distillatie moet gebeuren met een alambic Charantais, volledig uit koper. De wijn wordt een eerste maal gedistilleerd (première chauffe) tot een soort brandewijn met een alcoholgehalte van ongeveer 30%. Na een tweede distillatie die bonne chauffe heet, wordt de eau de vie verkregen. Men kan de bonne chauffe verdelen in 3 delen; la tête (de voorloop die het giftige methanol bevat, kooktemperatuur 64,7 °C), la cœur (de Brandewijn van zo'n 70% vol.alc, ethanol, kooktemperatuur 78,4 °C) en la queue (de naloop, die van veel mindere kwaliteit is). Deze eau de vie wordt op fusten gelegd om te rijpen. De brandewijn heeft nu een alcoholpercentage van rond de 70%. Voor de vaten wordt enkel eiken afkomstig uit de regio's Limousin of Tronçais gebruikt. De tannine in het hout en de luchtvochtigheid van de opslagplaats spelen een belangrijke rol bij de smaakvorming van de cognac. Afhankelijk van de producent wordt de cognac tijdens het rijpen al gemengd of in andere vaten gegoten. Tijdens het rijpen vervliegt een deel, wat zo'n 3% is, van het vocht door contact met de lucht – het “engelendeel”.
Pas nadat de eau de vie twee jaar op vat gerijpt heeft mag hij cognac genoemd worden. Voor het bottelen wordt de cognac meestal verdund met gedemineraliseerd water tot hij een alcoholpercentage heeft van 40%. Vooral aan jonge cognacs wordt ook nog suiker of karamel toegevoegd. Meestal zijn de flessen die verkocht worden een mengsel van meerdere cognacs van verschillende leeftijden en districten. De leeftijd van cognac is de tijd dat ze in een eikenhouten vat gelagerd is geweest, waarbij de jongste cognac van het mengsel bepalend is voor de leeftijd die op de fles mag komen te staan. Als cognac eenmaal gebotteld is wordt hij niet meer ouder. Een oudere cognac heeft in het algemeen een zachtere rondere smaak en een diepe bruingele kleur, door de wisselwerking met het hout van het vat waarin de drank rijpt. Pas gedistilleerde cognac is namelijk kleurloos.

## Het etiket
Op het etiket van cognac staat uiteraard het huis, maar ook de ouderdom (tijd dat het distillaat op vat gerijpt heeft) van de jongste cognac in de blend (die is bepalend voor de ouderdom) en soms ook het district waaruit de basiswijnen afkomstig zijn.

### Leeftijd

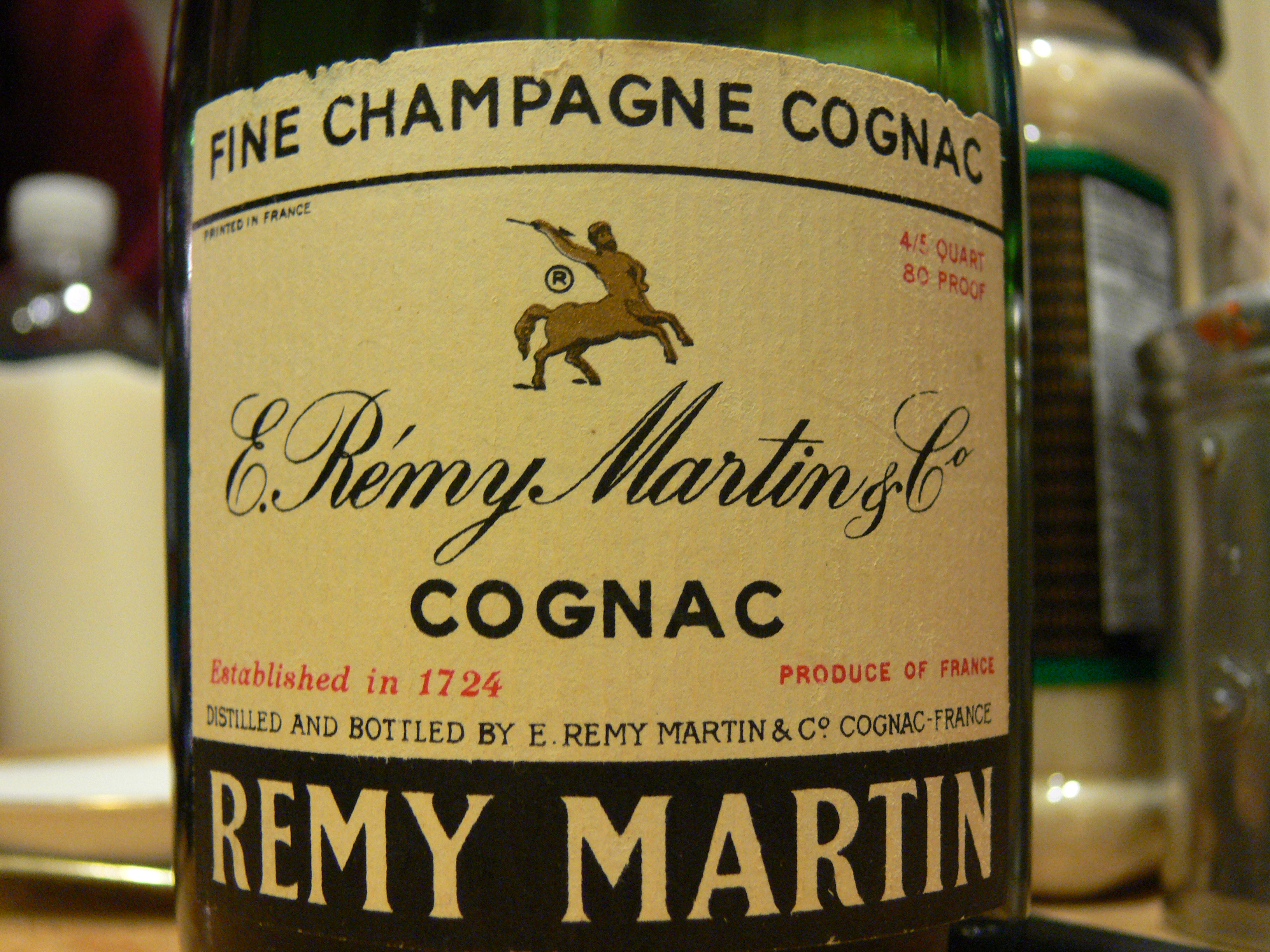
Een VSOP van Rémy Martin

Cognacs komen onder verschillende benamingen op de markt, afhankelijk van hun ouderdom. Er wordt gerekend vanaf het moment dat de distillatie klaar moet zijn, 31 maart. Twee jaar later mag de cognac gebotteld en verkocht worden. Bij wet mag de leeftijd van de cognac alleen onder bepaalde voorwaarden vermeld staan op het etiket. Daarom staat op de meeste flessen een leeftijdsaanduiding en de bekendste zijn:
VS of *** : minimale rijptijd twee jaar. VS staat voor Very Special of Very Superior.
VSOP, VO of Reserve: minimale rijptijd van vier jaar. VSOP staat voor Very Superior Old Pale of Very Special Old Pale, VO voor Very Old.
Napoléon: minimale rijptijd van zes jaar.
Extra, XO,  Hors d'Age of Ancestrale: minimale rijptijd tien (tot 2018 zes jaar) jaar. XO staat voor Exceptionally Old (sinds 2018).
XXO: minimale vatrijping van 14 jaar. XXO staat voor extra extra old. (nieuw sinds 2018)
In 2023/24 was de samenstelling van het afzetvolume van cognac naar leeftijd als volgt: 44% VS, 45% VSOP en 10% XO.
De hierboven vermelde jaartallen zijn de wettelijke ondergrenzen van de jongste cognac in de mengeling. Bijgevolg kan het XO-label gebruikt worden voor zowel een fles waar de mengeling vanaf tien jaar oud is als voor een fles van gemiddeld 50 jaar. Sommige producenten gebruiken een eigen systeem om de leeftijd aan te duiden, door hun cognac een nummer te geven of te werken met een aantal dukaten. Sinds 1988 mogen ook jaartallen op een fles geplaatst worden, als de producent kan aantonen dat in de fles enkel cognac van dat jaar zit.
De aanduiding "Napoléon" heeft niets met de keizers Napoleon Bonaparte of Napoleon III van doen. Napoleon Bonaparte dronk geen sterkedrank en de cognac was in zijn tijd nog niet vermaard.

## Districten

Kaart met de districten van de Cognacstreek

De Cognacstreek is onderverdeeld in zes districten met elk hun eigen kenmerken:
- Grande Champagne
- Petite Champagne
- Borderies
- Fins Bois
- Bons Bois
- Bois Ordinaires

Hoe kalkrijker de bodem, hoe verfijnder de cognac. De kalkrijkste bodems zijn die van ‘Grande Champagne’ (niet te verwarren met de gelijknamige beroemde mousserende wijn, in Frankrijk is champagne een algemene aanduiding voor terreinen met kalkrijke bodems). Meestal worden de cognacsoorten uit verschillende districten gemengd, zodat ze de beste eigenschappen van elk in zich hebben.
Van de cognacdistricten brengen de Grande Champagne en Petite Champagne de meest verfijnde distillaten voort. Vaak worden deze gemengd met distillaten uit andere districten (voor verfijnde smaak, maar ook om commerciële redenen: de cognac wordt goedkoper). Is het aandeel van Grande Champagne minstens 50% en het overige deel enkel Petite Champagne, dan spreekt men van 'Fine Champagne'. Veruit de meeste cognacs worden samengesteld uit meer dan twee districten, op het etiket mag dan alleen ‘Cognac’ staan.

### Brandy
Brandy is de verzamelnaam voor de verschillende gedistilleerde dranken met als basis witte wijnen (onder andere): cognac en armagnac. Cognac komt uitsluitend uit de Franse departementen Charente en Charente Maritime. Armagnac ligt ten zuiden van de Cognac, zuidoostelijk van Bordeaux in het departement Gers. Het gebied is verdeeld in de gebieden Bas-Armagnac, Tenareze en Haut-Armagnac. Alle witte gedistilleerde wijn die niet afkomstig is uit bovengenoemde streken (maar elders in de wereld geproduceerd wordt), wordt in de regel brandy genoemd. De term brandy (wine) is een Engelse leenvertaling van het Nederlandse woord brandewijn.

## Geschiedenis

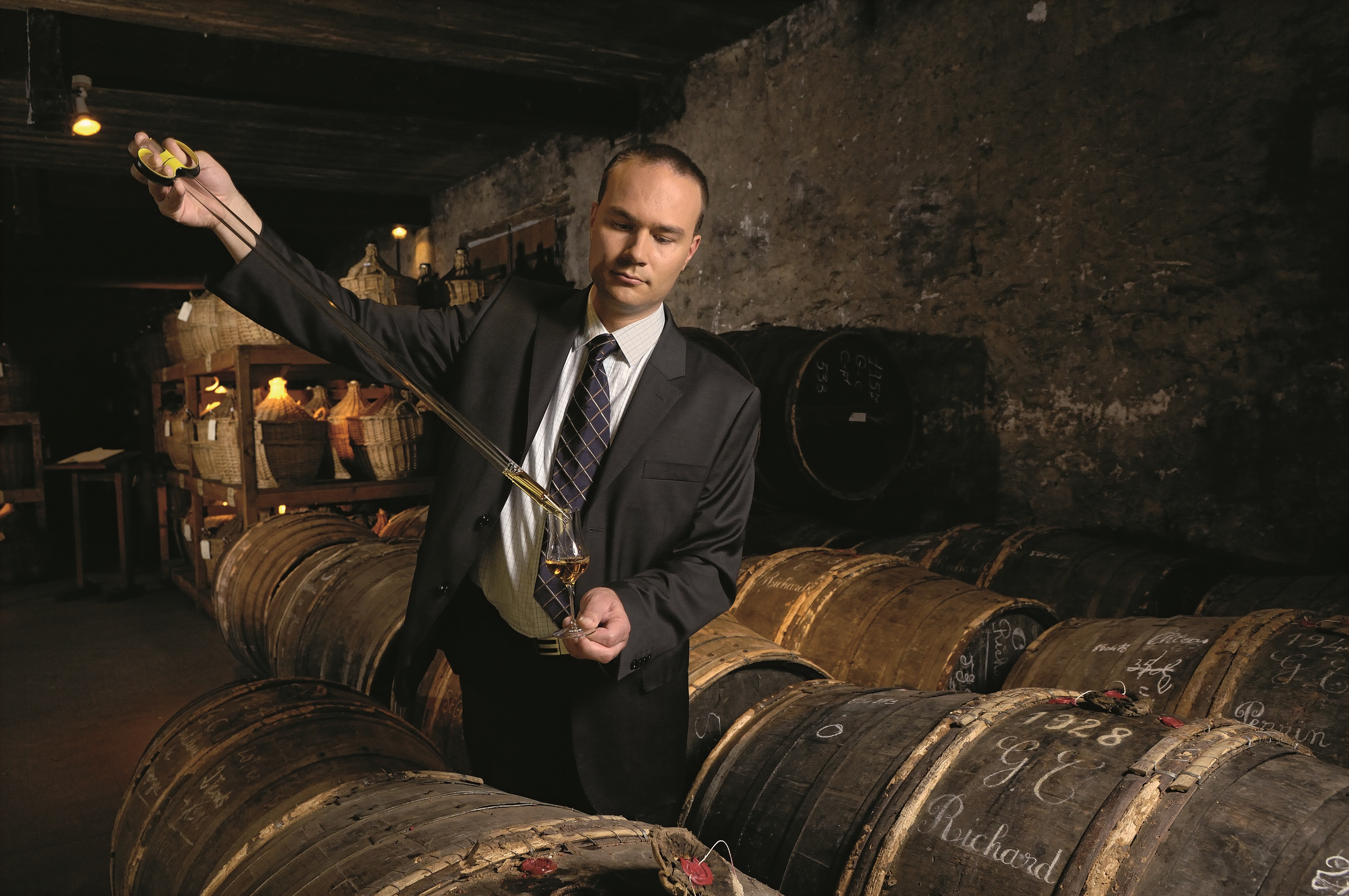
De kelder waar de cognac rijpt in eikenhouten vaten

Het principe van de cognacbereiding dateert uit de 17de eeuw. Hollandse schepen deden op dat ogenblik al decennia de kusten van de Charente aan. De bemanning sloeg bij deze gelegenheid graag wijn in. Aangezien deze door de lange reis aan kwaliteit inboette, groeide bij de Nederlanders de vraag naar gedistilleerde wijn (brandewijn), die langer houdbaar was. De bewoners van de Charente ontwikkelden op het einde van de 17de eeuw de tweede distillatie. Het stadje Cognac heeft sindsdien zijn naam verbonden met deze nieuwe sterkedrank.
Het duurde niet lang tot de consument tot de ontdekking kwam dat de brandewijn uit de Cognacstreek beter was dan zijn concurrenten en hier ook meer voor wilde betalen. De Nederlanders versterkten hun belangen in de streek en leverden hun beste cognac vooral aan de Engelse adel. Doordat cognac vooral een exportproduct bleef vestigden veel jonge buitenlanders zich in de streek. Zij trouwden regelmatig in de lokale gemeenschap in en dit wordt nog weerspiegeld in de naam van vele bekende cognachuizen.
In de jaren 90 van de 18de eeuw slaagden de huizen Martell en Hennessy erin de overhand te krijgen in de cognachandel. Ze overheersten de markt in de hierop volgende 150 jaar. Hierna konden kleine bedrijven terug een deel van de markt voor zich nemen. De vraag naar cognac bleef stijgen, wat leidde tot een overproductie en scherpe prijsdaling aan het einde van de 19de eeuw. Toen sloeg ook de druifluis, of ook wel  Phylloxera vastatrix genoemd,  plaag toe. In zestien jaar tijd werd 85% van de druivenstokken vernietigd. De redding kwam door het enten van de Europese wijnstok op de resistente Amerikaanse onderstokken. Hierdoor werd er ook massaal overgeschakeld van de folle blanche op de ugni blanc.
Nadat de plaag onder controle was kwam er ook meer behoefte aan een strengere bescherming en definitie van de cognac. In 1909 werd cognac een Appellation d'Origine Contrôlée en dit werd in 1936 bevestigd. Voor de Eerste Wereldoorlog had de drank Engeland als hoofdmarkt heroverd en van daaruit de kolonies.
De Eerste Wereldoorlog luidde opnieuw een moeilijke periode in, die duurde tot het einde van de Tweede Wereldoorlog. Hierna steeg de vraag naar cognac weer en het BNIC, het bureau national interprofessionnel du cognac, werd opgericht. Deze instelling moet de kwaliteit en de reputatie van de cognac beschermen. In 1976 had de productie de vraag naar cognac ingehaald en kwam er weer een crisis in de markt door overproductie.
Sinds 1997 stijgt de vraag naar cognac weer. Een van de redenen is dat cognac in de rappercultuur van Amerika een cultplaats heeft ingenomen. Ook in Azië stijgt de vraag naar superieure cognac.

## Enkele merken
De vier topmerken, van vier verschillende huizen, vertegenwoordigen 82% van het volume en 88% van de waarde van de wereldwijde cognac verkopen in 2023/24. De vier zijn, met tussen haakjes het huis: 
- Hennessy (LVMH)
- Martell (Pernod Ricard),
- Rémy Martin (Rémy Cointreau)
- Courvoisier (Suntory, na april 2024 Campari).

Andere minder belangrijke merken zijn:
- Augier  (het oudste merk)
- Bache Gabrielsen
- Camus
- Deau
- Delamain
- Moyet
- Otard
- Frapin

- Ménard
- Joseph Guy
- Château Montifaud
- Ragnaud-Sabourin
- Cognac Jean Fillioux
- Cognac ABK6
- Cognac Reviseur
- Cognac Voyer